# Kalitta Air
Kalitta Air — американська вантажна авіакомпанія, що базується в місті Іпсіланті, Мічиган
. Вона виконує регулярні й чартерні вантажні авіаперевезення. Її основна база — Willow Smith Airport поблизу Іпсіланті.

## Історія
У 1967 Конрад «Конні» Калітта організував бізнес із доставки автозапчастин двомоторним літаком Cessna 310, яким керував самим. Незабаром його компанія стала називатися American International Airways. Вона почала польоти в 1984 році, використовуючи літаки Boeing 747, Lockheed L-1011, Douglas DC-8 та інші для нерегулярних вантажних, медичних і чартерних перевезень. У 1990 і 1991 роках American International Airways виконала 600 польотів для підтримки військової операції «Буря в пустелі» на Близькому Сході.
У 1997 році AIA злилася з Kitty Hawk Inc. і Конрад Калітта став главою Kalitta Leasing (купівля, продаж і лізинг великих повітряних суден). У квітні 2000 року Kitty Hawk International (колишня American International Airways) припинила роботу. Калітта вирішив врятувати проект і нова авіакомпанія Kalitta Air почала польоти в листопаді того ж року, використовуючи сертифікати і документацію Kitty Hawk.
Kalitta Air оперує також великим ремонтним центром у Oscoda-Wurtsmith Airport (округ Йоско, штат Мічиган).

## Флот

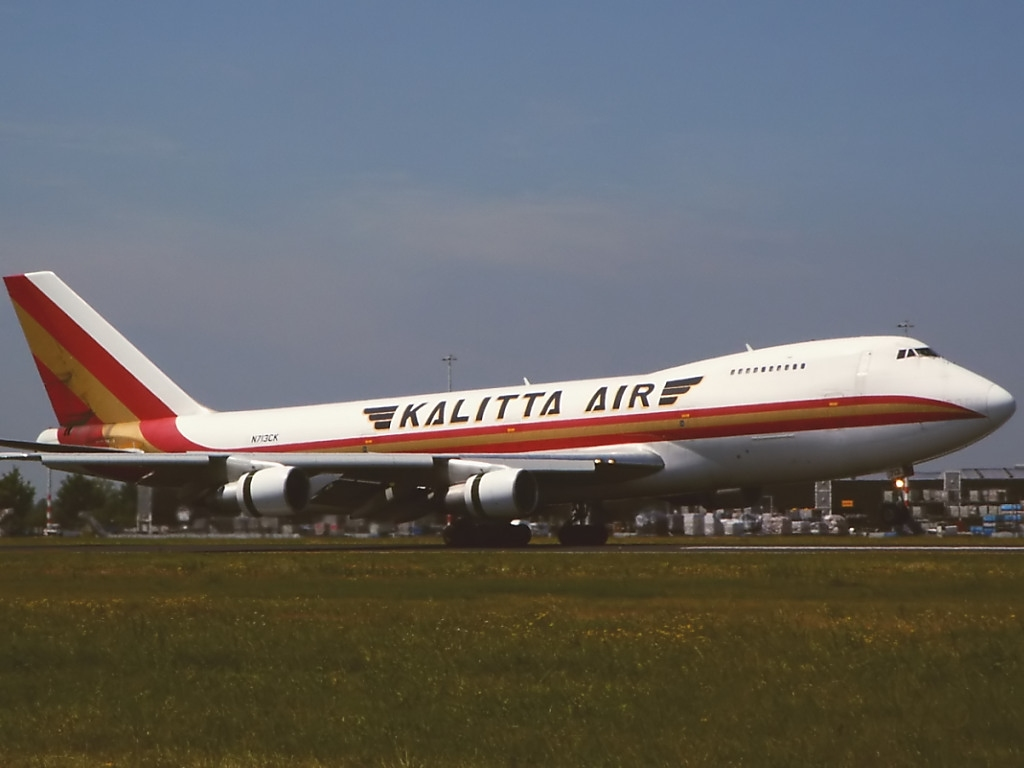
Boeing 747 авіакомпанії Kalitta Air приземляється в амстердамському аеропорту Схіпхол

На жовтень 2011 року флот Kalitta Air включав в себе: